# Puig d'en Llavanera
El Puig d'en Llavanera és un cim de 191 metres que es troba al municipi de Vilademuls, a la comarca del Pla de l'Estany.